# Emmanuel Wamala
Emmanuel Wamala, ugandski rimskokatoliški duhovnik, škof in kardinal, * 15. december 1926, Kamaggwa.

## Življenjepis
15. avgusta 1957 je prejel diakonsko in 21. decembra istega leta pa še duhovniško posvečenje.
17. julija 1981 je bil imenovan za škofa Kiyinda-Mityane in 22. novembra istega leta je prejel škofovsko posvečenje.
21. junija 1988 je bil imenovan za sonadškofa Kampale in 8. februarja 1990 je nasledil nadškofovski položaj.
26. novembra 1994 je bil povzdignjen v kardinala in imenovan za kardinal-duhovnika S. Ugo.